# Borzytuchom (gemeente)
De gemeente Borzytuchom is een landgemeente in het Poolse woiwodschap Pommeren, in powiat Bytowski.
De gemeente bestaat uit 8 administratieve plaatsen solectwo: Borzytuchom, Chotkowo, Dąbrówka, Jutrzenka, Krosnowo, Niedarzyno, Osieki, Struszewo
De zetel van de gemeente is in Borzytuchom.
Op 30 juni 2004 telde de gemeente 2798 inwoners.

## Oppervlakte gegevens
In 2002 bedroeg de totale oppervlakte van gemeente Borzytuchom 108,57 km², waarvan:
- agrarisch gebied: 41%
- bossen: 50%

De gemeente beslaat 4,95% van de totale oppervlakte van de powiat.

## Demografie
Stand op 30 juni 2004:
| Omschrijving                   | Totaal | Totaal | Vrouwen | Vrouwen | Mannen | Mannen |
| ------------------------------ | ------ | ------ | ------- | ------- | ------ | ------ |
| eenheid                        | aantal | %      | aantal  | %       | aantal | %      |
| inwoners                       | 2798   | 100    | 1375    | 49,1    | 1423   | 50,9   |
| bevolkingsdichtheid (inw./km²) | 25,8   | 25,8   | 12,7    | 12,7    | 13,1   | 13,1   |

In 2002 bedroeg het gemiddelde inkomen per inwoner 1357,27 zł.

## Aangrenzende gemeenten
Bytów, Czarna Dąbrówka, Dębnica Kaszubska, Kołczygłowy, Tuchomie